# Cirò
Cirò község (comune) Calabria régiójában, Crotone megyében.

## Fekvése
A megye északkeleti részén fekszik, a Jón-tenger partján. Határai: Carfizzi, Cirò Marina, Crucoli, Melissa és Umbriatico.

## Története
A település az ókori, görög alapítású kisváros Krimisza (vagy Crimisa) területén alakult ki a 11-12. században. 1806-ban nyerte el önállóságát, amikor a Nápolyi Királyságban felszámolták a feudalizmust. 1952-ben kivált belőle Cirò Marina.

## Népessége
A népesség számának alakulása:

## Főbb látnivalói
- Palazzo Zito
- Palazzo Vitetti
- Palazzo Vergi
- Palazzo Teti
- Palazzo Terranova
- Palazzo Susanna
- Palazzo Siciliani
- Palazzo Quattromani
- Palazzo Pignatari
- Palazzo Adorisio
- San Lorenzo-templom
- Santa Maria della Mercede-templom
- Santa Maria de Plateis-templom
- San Menna-templom
- San Giuseppe-templom
- San Giovanni Battista-templom
- San Cataldo-templom
- Madonna del Carmine-templom
- Madonna delle Grazie-templom